# Love Dealer
"Love Dealer" je treći singl nizozemske pjevačice Esmée Denters s njezinog debitantskog albuma Outta Here. Pjesmu su napisali Esmée Denters, Justin Timberlake i StarGate 2009. godine. StarGate je producirao pjesmu zajedno s Timberlakeom, čiji se vokali pojavljuju u pjesmi. Britanska radiostanica BBC Radio 1Xtra 22. ožujka 2009. je potvrdila da će "Love Dealer" biti sljedeći singl. Druga verzija pjesme, na kojoj se umjesto Timberlakeovih vokala pojavljuju vokali pop pjevača Jaya Seana, će bit uskoro izdana. Ovo će biti Dentersin debi singl u Australiji, te prvi singl u SAD-u, koji će joj zajedno s Timberlakeom pomoći u proboju na američko tržište.

## Glazbeni video
Glazbeni video za pjesmu je snimljen 18. ožujka 2010. U Los Angelesu, pod redateljskom palicom The Malloysa. Spot je premijerno pušten 28. travnja 2010. na Dentersinoj službenoj web stranici. Na snimanju spota Denters i Timberlake su također zajedno dali intervju za Entertainment Tonight.